# Cycas changjiangensis
Cycas changjiangensis là một loài thực vật hạt trần trong họ Cycadaceae. Loài này được N.Liu mô tả khoa học đầu tiên năm 1998.